# Tømmergraven

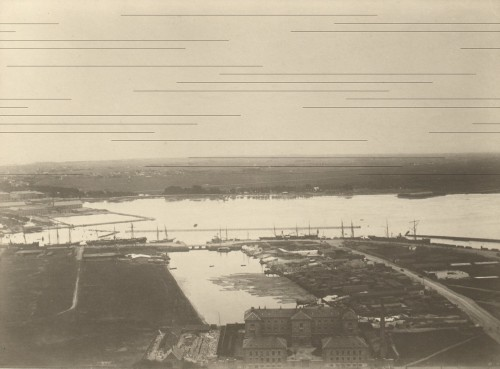
Den tidigare Tømmergraven, nära nuvarande Tivoli omkring 1890

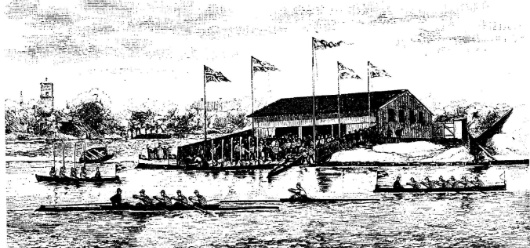
Københavns Roklubs klubbus, 1884, vid den tidigare Timmergraven, närmare centrum

Tømmergraven är en grävd hamnbassäng och en sidokanal i Köpenhamns hamn och ligger i Sydhavnen i södra delen av Köpenhamns hamninlopp, något söder om Bryggebroen. Bassängen grävdes ut i slutet av 1890-talet, samtidigt som den tidigare "tømmergraven" från 1870-talet nära nuvarande Tivoli fylldes igen. Bassängerna var ursprungligen anlagda som förvaringsplatser i vatten för timmer, men redan i början av 1900-talet anlades kajen Skibbroen vid den nya timmerbassängen.
Den 1866 grundade Københavns Roklub har sitt klubbhus längst in i Tømmergraven.
Tømmergraven blev en del av Sydhavnen och där användes till exempel ett färjeläge för Lion Ferry, när rederiet i mitten av 1960-talet började trafikera rutten Köpenhamn–Halmstad–Århus.
Området kring Tømmergraven är idag bebyggt med bostadshus. I Tømmergravens hamnbassäng, som var den första hamnbassängen i Köpenhamn som var godkänd för husbåtar, finns omkring 19 fast förtöjda husbåtar, organiserade i Foreningen Skibbroen.